# Maheshpur (Jhapa)
Pour les articles homonymes, voir Maheshpur.
Maheshpur (en népalais : महेशपुर) est un comité de développement villageois du Népal situé dans le district de Jhapa. Au recensement de 2011, il comptait 13 136 habitants.